# Nico Leunen
 (février 2025).
Si vous disposez d'ouvrages ou d'articles de référence ou si vous connaissez des sites web de qualité traitant du thème abordé ici, merci de compléter l'article en donnant les références utiles à sa vérifiabilité et en les liant à la section « Notes et références ».
Pour les articles homonymes, voir Leunen.
Nico Leunen, né en 1974 à Borgerhout (Belgique), est un monteur belge flamand.

## Filmographie partielle

### Au cinéma
- 2000 : Everybody Famous (Iedereen beroemd!) de Dominique Deruddere (monteur avec Ludo Troch)
- 2001 : Olivetti 82  de Rudi Van Den Bossche (monteur avec Ludo Troch)
- 2004 : Steve + Sky  de Felix Van Groeningen
- 2005 : Een ander zijn geluk  de Fien Troch
- 2005 : Verlengd weekend  de Hans Herbots
- 2006 : Le Signe des ancêtres  de Peter Brosens et Jessica Woodworth
- 2007 : Dagen zonder lief  de Felix Van Groeningen
- 2008 : Left Bank  de Pieter Van Hees
- 2009 : Dirty Mind  de Pieter Van Hees
- 2009 : La Merditude des choses (De helaasheid der dingen) de Felix Van Groeningen
- 2010 : Turquaze  de Kadir Balci
- 2010 : 22 mei  de Koen Mortier
- 2011 : L'Envahisseur  de Nicolas Provost
- 2012 : Alabama Monroe (The Broken Circle Breakdown) de Felix Van Groeningen
- 2012 : Kid  de Fien Troch
- 2014 : N: The Madness of Reason (nl)  de Peter Krüger
- 2014 : Lost River  de Ryan Gosling
- 2014 : Waste Land  de Pieter Van Hees
- 2016 : Belgica  de Felix Van Groeningen
- 2016 : Home  de Fien Troch
- 2018 : My Beautiful Boy  de Felix Van Groeningen
- 2018 : Skate Kitchen  de Crystal Moselle
- 2018 : Engel   de Koen Mortier
- 2019 : Ad Astra  de James Gray
- 2021 : Cool Abdoul (nl)  de Jonas Baeckeland
- 2022 : Les Huit Montagnes (Le otto montagne) de Felix Van Groeningen et Charlotte Vandermeersch
- 2023 : Holly
- 2024 : Harvest
- 2024 : Le Dossier Maldoror de Fabrice Du Welz

### À la télévision
- 2020 : I Know This Much Is True de Derek Cianfrance  - 6 épisodes
- 2020-2021 : Betty de Crystal Moselle - 12 épisodes

## Prix
En 2007, Nico Leunen est nommé pour la première fois pour le Prix de la culture flamande du cinéma (Vlaamse Cultuurprijs voor Film (nl)), mais a dû laisser l'honneur à l'association Jekino[réf. souhaitée]. En 2012, Nico Leunen est nommé pour l'Ensor du meilleur montage 2012 pour L'Envahisseur de Nicolas Provost. Ce soir-là, le prix revient à Philippe Ravoet[réf. souhaitée].
Nico Leunen est récompensé à deux reprises le même soir en 2013 au Festival du film d'Ostende[réf. souhaitée].
Il reçoit le Prix de la culture flamande du cinéma 2012-2013 des mains de la ministre Joke Schauvliege[réf. souhaitée]. Le jury qui a conseillé le ministre a formulé dans son rapport en ces termes : « Le montage est l'un des aspects les plus sous-exposés et sous-estimés de ce processus de création. C'est précisément pourquoi le jury a choisi pour la première fois (et à l'unanimité) un auteur de film qui est derrière les travaux de clôture »[réf. souhaitée].
Le soir même, il reçoit l'Ensor du meilleur montage 2013 lors de la cérémonie de remise des prix Ensors pour son travail sur The Broken Circle Breakdown (Alabama Monroe) de Felix Van Groeningen[réf. souhaitée]. Il a également été nommé dans cette catégorie pour le montage de Kid de Fien Troch[réf. souhaitée]. En 2015, il remporte également le prix Ensor du meilleur montage pour son travail sur N: The Madness of Reason (nl) de Peter Krüger[réf. souhaitée]. Il est également nommé dans cette catégorie pour le montage de  Waste Land de Pieter Van Hees[réf. souhaitée].
En juin 2015, Nico Leunen est élu membre de l'Académie des arts et des sciences du cinéma (Academy of Motion Picture Arts and Sciences) et peut décider de la cérémonie de remise des Oscars.
En octobre 2016, Nico Leunen remporte le prix Knack Focus Jo Röpcke pour son travail en tant que monteur et co-scénariste du film Home de son épouse Fien Troch. Il a reçu le prix pour « sa capacité visuelle à raconter, structurer et rythmer des histoires et pour sa vision mesurée du cinéma en dehors de la salle de montage ».